# Йоні Туулола
Йоні Туулола (фін. Joni Tuulola; 1 січня 1996, м. Гямеенлінна, Фінляндія) — фінський хокеїст, захисник. Виступає за ГПК (Гямеенлінна) у Лійзі.
Вихованець хокейної школи ГПК (Гямеенлінна). Виступав за ГПК (Гямеенлінна), «Ваасан Спорт».
В чемпіонатах Фінляндії — 87 матчів (8+17), у плей-оф — 2 матчі (0+0).
У складі юніорської збірної Фінляндії учасник чемпіонату світу 2014.